# Xylaria polymorpha
Xylaria polymorpha es un hongo saprofito. Es un habitante común de áreas forestales y boscosas, que generalmente crece desde las bases de tocones de árboles podridos o lesionados y madera en descomposición, en restos de madera de planifolios, sobre todo de «Fagus sylvatica» durante el otoño y primavera. Se caracteriza por sus  estromas alargados verticales, clavados o en forma de correa que se asoman por el suelo, al igual que los dedos. El género «Xylaria» contiene alrededor de 100 especies de hongos cosmopolitas. «Polymorpha» significa «muchas formas». Como su nombre lo indica, tiene un cuerpo fructífero (estroma) muy variable pero a menudo en forma de palo que se asemeja a la madera quemada.
Pertenecientes al filo de hongos Ascomycota (grupo taxonómico Fungi) conocidos como hongos de saco, se caracterizan por una estructura en forma de saco, el asca, que contiene de cuatro a ocho ascosporas en la etapa sexual. Los hongos del saco se separan en subgrupos en función de si los ascos surgen individualmente o si se producen en uno de varios tipos de estructuras fructíferas, o ascocarpos, y según el método de descarga de las ascosporas. Muchos ascomicetos son patógenos de plantas, algunos son patógenos de animales, algunos son hongos comestibles y muchos viven de materia orgánica muerta (saprotrofia). Los ascomicetos más grandes y más conocidos incluyen las colmenillas y la trufa, sin embargo, la polymorpha es una variedad no comestible.

## Descripción
El cuerpo fructífero oscuro (a menudo negro o marrón, pero a veces tonos de azul a verde) a diferencia de su exterior es blanco en el interior, con un área punteada ennegrecida por todas partes. Esta zona circundante ennegrecida está formada por pequeñas estructuras llamadas peritecios. La peritecia contiene una capa de asci que contiene las ascosporas. Los asci se alargan hacia el ostiolo y descargan las ascosporas hacia afuera. La distribución de esporas es un proceso largo, a veces toma varios meses para completar esta parte del ciclo de vida, este no es un rasgo común entre los hongos, ya que normalmente es un proceso mucho más rápido.

## Hábitat
Es una especie cosmopolita habitual en el interior de tocones podridos y en general sobre madera degradada de planifolios diversos, su hábitat predilecto es el haya.
Es muy frecuente que crezca en grupos más o menos numerosos, rara vez aislada, prácticamente en cualquier época del año. Especialmente durante las épocas de primavera y otoño.
En primavera, este hongo a menudo produce una capa de esporas asexuales blancas o azuladas llamadas conidias, que crecen en su superficie y área circundante.
Actualmente no parece que este hongo represente un peligro para los humanos sin embargo esta sugerido y prohibida su consumo o venta sin los consentimientos necesarios.